# The Lost World: Jurassic Park (videogioco)
The Lost World: Jurassic Park è un videogioco in 3D, per Sega Saturn e PlayStation, uscito nel 1997, basato sul romanzo Il mondo perduto e sul film Il mondo perduto - Jurassic Park. È stato prodotto dalla DreamWorks Interactive e pubblicato dalla Electronic Arts.
Un anno dopo è uscita la versione deluxe, solo per Playstation, con nuove aggiunte.

## Trama
Il giocatore, usando umani o dinosauri, deve sopravvivere nel sito B dell'Isla Sorna. 
Nel video finale, dopo la morte dei due T-Rex, si vede Sarah fuggire in elicottero sotto lo sguardo dei Raptor.

## Modalità di gioco
Ogni personaggio ha abilità, mosse e caratteristiche uniche, che possono essere un pregio e/o una limitazione. I dinosauri carnivori possono recuperare vita cibandosi dei nemici morti, con un numero variabile di morsi, anche se non tutti possono essere fonte di nutrimento; gli umani invece trovano pacchetti di vita in 2 dimensioni diverse.
I dinosauri hanno un grado di ferocia, da cui derivano più o meno danni inflitti, visibile tramite l'occhio nell'angolo alto a destra dello schermo, con colori dal verde al rosso.
Ogni personaggio viene introdotto da un video in cui vengono riprodotte ipotetiche sequenze realizzate dalla InGen, allo scopo di comunicare informazioni su dinosauri e sull'isola.
Raccogliendo tutti i DNA sparsi per i vari livelli, si può sbloccare un video segreto in cui Ian Malcolm parla dall'isola Sorna.

## Livelli
Il gioco si articola in 30 livelli sotto il controllo di 5 personaggi.

La storia di uno segue quella dell'altro.

### Compsognathus
Questo piccolo carnivoro, dai movimenti agili ma non innocui, si trova spesso ad affrontare rettili molto più grossi di lui. Come i suoi simili, si nutre delle prede, oppure può cibarsi delle libellule.
1. Alta montagna: foresta lussureggiante, in cui si incontrano orodromeus ed un leptoceratopo.
2. Foresta tropicale: sottobosco popolato da feroci staurikosauri e da un leptoceratopo.
3. Letto del torrente: grotte e sentieri brulicanti di staurikosauri e di dimorphodon.
4. Passaggio dei giganti: zona oggetto di migrazione di un branco di brachiosauri, dalle cui zampe il giocatore deve scappare.
5. Titano addormentato: il piccolo sauro verde inavvertitamente sveglia un arrabbiato e affamato carnotauro, da cui bisogna fuggire alla svelta!
6. Pianure: zone esterne e sotterranee, luogo di predaggio di staurikosauri, dimorphodon e di deinonychus, molto grandi rispetto al Compsognathus
7. Riva del fiume: meta in un livello simile al precedente, se non per l'assenza degli staurikosauri.
8. Sotto la superficie: una pericolosa escursione subacquea in un fiume, covo di vari parasuchus. Il vitale ossigeno si trova sotto forma di bolle ascendenti.
9. Grotta marina: il giocatore deve fuggire da un cacciatore umano, che lo bombarda.

### Cacciatore umano
L'uomo sopravvive egregiamente, grazie alla sua abilità e alle sue armi:
- Fucile
- Mitragliatrice
- Lanciagranate
- Gas nervino
- Lanciafiamme
- Bombe a tempo

Oltre a questo, ha in dotazione un rampino per attaccarsi a rocce e altri elementi
1. Entrare con prudenza: grotta marina, nella cui acqua prospera un gruppo di pericolosi baryonyx.
2. Canyon arido: paesaggio brullo popolato da pachicefalosauri e dimorphodon.
3. Cuore dell'isola: livello molto simile al precedente.
4. Sottoterra: strutture sotterranee abbandonate, abitate da deinonychus.
5. Centro Geotermico: livello che segue il precedente.
6. Complesso InGen: il laboratorio di Jurassic Park, in cui ora vive un folto gruppo di famelici velociraptor.

### Velociraptor
Il terzo personaggio giocabile è uno dei dinosauri resi famosi dalla saga di Jurassic Park.
Il raptor, data la sua agilità e al contempo la sua pericolosità, è uno dei personaggi del gioco più riusciti e più apprezzati.
1. Uscita: il velociraptor affronta gli uomini nel piano superiore della InGen per trovare libertà nella natura selvaggia
2. Voragine del Raptor: il giocatore si avventura in questo pericoloso canyon, tra pericoli naturali, deinonychus e dimorphodon.
3. La zona dell'incendio: in una foresta lavica, il raptor incontra ancora deinonychus, oltre a pachicefalosauri irrequieti.
4. Nel fuoco: questa volta la sopravvivenza si combatte contro il fuoco, altri raptor (di colore scuro) e triceratopi.
5. Occhio del ciclone: il boss finale per il raptor è un esemplare di euoplocephalus. Alla sua morte la terra trema...

### Tyrannosaurus rex
Il penultimo personaggio è il dinosauro più famoso e feroce, protagonista dei primi 2 film. Data la sua stazza, i nemici che lo affrontano sono molti, dalla vita corta o lunga. Prede come raptor o uomini possono essere ingoiati oppure buttati via, mentre non tutti i dinosauri più grossi (che hanno una vita molto lunga) possono essere mangiati.
1. Conseguenze: nella foresta lavica precedente, il re dei dinosauri si trova ad affrontare un grandissimo numero di velociraptor.
2. Forza della natura: seguito del livello precedente, con uno stegosauro come ultimo ostacolo.
3. Campi sulfurei: paesaggio arido pieno di laghi e gayser sulfurei, con triceratopi che affrontano il giocatore; nel cielo volano pterodattili (che fanno solo da sfondo).
4. Tana dei dinosauri: profonda grotta marina, popolata da nugoli di velociraptor e da qualche feroce allosauro.
5. Danza del predatore: stessa grotta precedente, ma al posto dei velociraptor compaiono umani armati di sparagranate.
6. Accampamento dei cacciatori: in una foresta il T-Rex si avventura attraverso accampamenti umani, distruggendo i cancelli elettrici lungo la strada.
7. Il raduno dei cacciatori: livello simile al precedente.

### Preda umana
La ragazza che si usa altri non è che Sarah Harding, la biologa del secondo film. Le armi sono le stesse dell'uomo, con in più tranquillizzanti per il Tirannosauro.
1. Esilio forzato: di notte, nel campo dei cacciatori, bisogna fuggire dal T-Rex attraverso trappole disposte per rallentare lo stesso Tirannosauro.
2. Tomba: bosco tetro in cui bisogna non farsi braccare dal Tirannosauro (invincibile, come prima) e da vari velociraptor.
3. Ce ne erano 2...: nella stiva della nave diretta a San Diego, bisogna eliminare il Tyrannosaurus Rex maschio prima e quello femmina poi.

## Colonna sonora
La musica che accompagna il giocatore durante l'avventura è stata composta e suonata specificatamente per il gioco da Michael Giacchino.

## Versione deluxe
In questa versione, uscita nel 1998 per la PS, ci sono nuove aggiunte:
- Un nuovo livello del T-Rex, antecedente al Compsognathus, in cui si fugge dal Parco
- Check-point nel corso dei livelli
- Caratteristiche modificate